# Église catholique à l'Île de Man
L'Église catholique à l'Île de Man (en anglais : « Catholic Church in the Isle of Man »), désigne l'organisme institutionnel et sa communauté locale ayant pour religion le catholicisme à l'Île de Man.
L'Église catholique à l'Île de Man est organisée en une unique circonscription ecclésiastique, la zone pastorale 24 (en anglais : « Pastoral Area Twenty Four »), qui n'est pas soumise à une juridiction nationale au sein d'une Église nationale mais qui est sous la juridiction de l'archidiocèse de Liverpool, lui-même appartenant à la province de Liverpool qui est soumise à la juridiction universelle du Pape, évêque de Rome, au sein de l'« Église universelle ».
La zone pastoral est aussi appelé « Zone pastorale catholique romaine de Saint-Maughold » (Roman Catholic Pastoral Area of St Maughold).
Le saint patron de la paroisse est saint Maughold (en).
L'Église catholique est une communauté minoritaire sur l'Île de Man qui a pour religion d'État la religion anglicane.

## Organisation
La zone pastorale de Saint-Maughold est organisée en six paroisses, répartissant sept églises dans toutes les villes principales, la plus grande étant l'église Sainte-Marie de l'Île (en) à Douglas , : 
- Paroisse Notre-Dame (No 069) :
  - église Notre-Dame, Étoile de la Mer et Saint-Maughold (en) à Ramsey [7];
- Paroisse Saint-Antoine (No 173) :
  - église Saint-Antoine (St. Anthony) à Onchan[8];
- Paroisse Saint-Joseph (No 201) :
  - église Saint-Joseph à Willaston[9];
- Paroisse Sainte-Marie Saint-Columba (No 037) :
  - église Sainte-Marie (St. Mary) à Castletown [10];
  - église Saint-Columba à Port Erin [11];
- Paroisse Sainte Marie de l'Île (No 032) :
  - église Sainte-Marie de l'Île (en) à Douglas[12];
- Paroisse Saint-Patrick (No 151) :
  - église Saint-Patrick à Peel[13].

## Institutions
La zone pastorale ne possède qu'un unique établissement scolaire catholique, l'école-collège St Mary's RC Primary à Douglas.

## Statistiques
La première communauté religieuse de l'Île de Man est le diocèse anglican de Sodor et Man qui compte 43 églises, puis l'église méthodiste de Grande-Bretagne et enfin l'Église catholique en troisième place. 
Un grand pourcentage des catholiques de l'Île de Man sont irlandais ou d'origines irlandaises.